# Apoi Creek Forest Reserve
Das Apoi Creek Forest Reserve ist ein Naturschutzgebiet im nigerianischen Bundesstaat Bayelsa. Es belegt eine Fläche von 292,13 km² im westlichen Zentrum des Nigerdeltas und wurde am 30. April 2008 in die Liste der Feuchtgebiete von internationaler Bedeutung der Ramsar-Konvention aufgenommen. Das Naturschutzgebiet liegt auf dem Gebiet der Großraumgemeinde Apoi-Olodiama (ehemals Southern Ijaw). Verwaltet wird es vom Ministerium für Land- und Forstwirtschaft des Bundesstaates. In dem angrenzenden Gebiet liegen die Dörfer Apoi, Okubie, Lobia, Kokolegbene und Gbanraun. Von der IUCN wird es unter Kategorie VI, Ressourcenschutzgebiet mit Management, eingestuft.
Das Klima in diesem Gebiet wird als tropisch-wechselfeucht, mit einer langen Regenzeit von März bis November und einer kurzen Trockenzeit von Dezember bis Februar, gekennzeichnet. Die mittlere Tagestemperaturen rangieren von 26 bis 34 °C, wobei der September, während des Höhepunkts des westafrikanischen Monsuns, der heißeste und regenreichste Monat im Jahr ist. Die trockenen Monate werden von dem aus der Sahara wehenden Nord-Ost-Passat Harmattan bestimmt.
Das Apoi Creek Forest Reserve liegt in einer Höhe von 2 bis 4 Metern über dem Meeresspiegel, in einer Zone des Nigerdeltas, das durch die Wechselwirkung von Ebbe und Flut regelmäßig großflächig überflutet wird und wieder trockenfällt. Dieses regelmäßige Überfluten bestimmt die sehr artenreiche Flora im Schutzgebiet. Diese besteht größtenteils aus ausgedehnten Mangrovenwäldern, die im höher gelegenen Hinterland von tropischen Flachlandregenwäldern abgelöst werden. Durch die täglich wechselnden Höhen der Gezeiten entstehen Sümpfe, Lagunen und Seen. Die Mangrovenwälder werden von verschiedenen Arten der Gattungen Uapaca und der Rhizophora dominiert und sind von Raphiapalmen und verschiedenen Arten aus der Familie der Irvingiaceae durchsetzt. Insgesamt konnten im Schutzgebiet etwa 240 Gefäßpflanzen dokumentiert werden. Andere für Nigeria seltene Baumarten sind unter anderen Xylopia staudtii, Cercestis afzelii, Uapaca palaudosa, Pterocarpus soyauxii und Hallea ledermannii.
Die Fauna im Apoi Creek Forest Reserve ist sehr vielfältig. Die Primaten zeichnen sich durch einen hohen Anteil an nigerianischen Endemiten aus. So kommen Grüne Stummelaffen (Procolobus verus), Rotbauchmeerkatzen (C. erythrogaster) und Nigerdelta-Stummelaffen (Piliocolobus epieni) in diesem Gebiet vor. Für diese drei Arten gilt das Areal als Schlüsselgebiet zum Erhalt ihrer Art. Andere Primatenarten sind die Monameerkatze (Cercopithecus mona), die Große Weißnasenmeerkatze (Cercopithecus nictitans) und der Halsbandmangabe (Cercocebus torquatus). Andere große Säugetiere sind der Kaffernbüffel (Syncerus caffer), das Sitatunga (Tragelaphus spekii), das Afrikanische Hirschferkel (Hyemoschus aquaticus), das Weißbauchschuppentier (Manis tricuspis) und der erst seit einigen Jahren zu beobachtende Schwarzstirnducker (Cephalophus nigrifrons).
An den Flussläufen im Schutzgebiet existiert eine Population des Nilkrokodils (Crocodylus niloticus). Von der Avifauna kommen im Schutzgebiet unter anderen der Graupapagei (Psittacus erithacus), der Schwarzmilan (Milvus migra), der Hammerkopf (Scopus umbretta) und die Hartlaubente (Pteronetta hartlaubii) vor.
Von der Fischfauna sind drei Arten der Killifische bekannt: der Stahlblaue Prachtkärpfling (Fundulopanchax gardneri), der Sechsbandhechtling (Epiplatys sexfasciatus) und Grahams Hechtling (Epiplatys grahami). Die größte Fischfamilie sind die Buntbarsche (Cichlidae) mit rund 23 % des Fischbestandes. Diesen folgen mit jeweils 17 % Flösselhechte (Polypteridae) und Epiplatys.